# پیترو مارچلو
پیترو مارچلو (ایتالیایی: Pietro Marcello؛ زاده ۲ ژوئیهٔ ۱۹۷۶) کارگردان ایتالیایی است. او از سال ۲۰۰۴ بیش از هشت فیلم مستند را کارگردانی کرده‌است. مارچلو در سال ۲۰۱۵ اولین فیلم داستانی خود را به نام «گم‌شده و زیبا» کارگردانی کرد. چندین فیلم او در جشنواره‌های بین‌المللی فیلم به نمایش درآمده‌اند و نامزدی‌ها و جوایز متعددی را دریافت کرده‌اند.

## گزیدهٔ فیلم‌شناسی
| سال  | عنوان        | عنوان اصلی               | توضیحات |
| ---- | ------------ | ------------------------ | ------- |
| ۲۰۰۷ | عبور از خط   | Il passaggio della linea | مستند   |
| ۲۰۰۹ | دهان گرگ     | La bocca del lupo        | مستند   |
| ۲۰۱۱ | سکوت پلشیان  | Il silenzio di Pelesjan  | مستند   |
| ۲۰۱۵ | گمشده و زیبا | Bella e perduta          |         |
| ۲۰۱۹ | مارتین اِدِن   | Martin Eden              |         |